# Hydrotaea hirtipes
Hydrotaea hirtipes är en tvåvingeart som först beskrevs av Malloch 1924.  Hydrotaea hirtipes ingår i släktet Hydrotaea och familjen husflugor.
Artens utbredningsområde är New York. Inga underarter finns listade i Catalogue of Life.